# Eleutherodactylus glamyrus
Eleutherodactylus glamyrus är en groddjursart som beskrevs av Estrada och Hedges 1997. Eleutherodactylus glamyrus ingår i släktet Eleutherodactylus och familjen Eleutherodactylidae. IUCN kategoriserar arten globalt som starkt hotad. Inga underarter finns listade i Catalogue of Life.